# Municipio de Warren (condado de Camden)
El municipio de Warren (en inglés: Warren Township) es un municipio ubicado en el condado de Camden en el estado estadounidense de Misuri. En el año 2010 tenía una población de 2922 habitantes y una densidad poblacional de 15,38 personas por km².

## Geografía
El municipio de Warren se encuentra ubicado en las coordenadas 37°56′38″N 92°43′51″O / 37.94389, -92.73083. Según la Oficina del Censo de los Estados Unidos, el municipio tiene una superficie total de 189.94 km², de la cual 187,38 km² corresponden a tierra firme y (1,35 %) 2,56 km² es agua.

## Demografía
Según el censo de 2010, había 2922 personas residiendo en el municipio de Warren. La densidad de población era de 15,38 hab./km². De los 2922 habitantes, el municipio de Warren estaba compuesto por el 97,57 % blancos, el 0,1 % eran afroamericanos, el 0,31 % eran amerindios, el 0,44 % eran asiáticos, el 0,07 % eran de otras razas y el 1,51 % eran de una mezcla de razas. Del total de la población el 1,37 % eran hispanos o latinos de cualquier raza.